# Димитар Філов
Димитар Філов (болг. Димитър Филов); нар. 1846, Калофер — пом. 28 лютого 1887, Русе — болгарський військовий діяч. Засновник модерної болгарської армії. Активний учасник Возз'єднання Болгарії 1885.

## Біографія
Син одного з калоферських купців — Димитар спочатку навчався в рідному Калофері. Короткий час навчався в Одеській духовній семінарії. У 1866–1869 працював в болгарських селах Комрат, Валея, Шаржа і Главані, проте досить швидко повернувся до Калофера.

## Військова служба
- 1871 — як молодший офіцер, відправлений на службу в Туркестан;
- 1879 — командувач тренувального батальйону, Пловдив;
- 1879 — командувач 7-ї Слівенського батальйону;
- 1882 — командувач 6-го батальйону, Стара Загора;
- 1886 — командувач 3-ї піхотної бригади в Русе.

## Звання
- 1878 — лейтенант;
- 1879 — капітан;
- 1881 — майор;
- 1885 — підполковник.

## Сім'я
11 листопада 1880 одружився з красивою дівчиною Єлизаветою Сахатчиевою. Його передчасна смерть зробила її вдовою з трьома синами на руках — Святополком (1881 — убитий 2 жовтня 1915), Богданом (1883) Та Любомиром (1885 — помер у дитинстві).

## Нагороди
- Орден «За хоробрість»;
- Орден «Святого Станіслава», ІІІ ступеня з мечами (1878);
- Орден «Святої Анни».